# Tirumanai Muttar
Tirumanai Muttar (El riu del collar de perles) és un riu del districte de Salem a Tamil Nadu. Neix a les muntanes Shevaroy i corre passant per la ciutat de Salem (Tamil Nadu) en direcció sud cap a Tiruchengod i Namakal fins a arribar al riu Kaveri en el qual desaigua. La seva aigua s'utilitza per al reg de la zona.